# Thionne
Thionne és un municipi francès, situat al departament de l'Alier i a la regió d'Alvèrnia-Roine-Alps. L'any 2007 tenia 315 habitants.

## Demografia

### Població
El 2007 la població de fet de Thionne era de 315 persones. Hi havia 143 famílies de les quals 40 eren unipersonals (8 homes vivint sols i 32 dones vivint soles), 55 parelles sense fills, 44 parelles amb fills i 4 famílies monoparentals amb fills.
La població ha evolucionat segons el següent gràfic:
Habitants censats

### Habitatges
El 2007 hi havia 218 habitatges, 144 eren l'habitatge principal de la família, 46 eren segones residències i 28 estaven desocupats. 213 eren cases i 6 eren apartaments. Dels 144 habitatges principals, 107 estaven ocupats pels seus propietaris, 34 estaven llogats i ocupats pels llogaters i 4 estaven cedits a títol gratuït; 4 tenien dues cambres, 27 en tenien tres, 35 en tenien quatre i 79 en tenien cinc o més. 110 habitatges disposaven pel capbaix d'una plaça de pàrquing. A 59 habitatges hi havia un automòbil i a 70 n'hi havia dos o més.

### Piràmide de població
La piràmide de població per edats i sexe el 2009 era:
| Homes | Edats   | Dones |
| ----- | ------- | ----- |
| 0     | 95 o +  | 0     |
| 0     | 90 a 94 | 0     |
| 12    | 85 a 89 | 16    |
| 4     | 80 a 84 | 4     |
| 4     | 75 a 79 | 16    |
| 32    | 70 a 74 | 16    |
| 0     | 65 a 69 | 8     |
| 4     | 60 a 64 | 4     |
| 0     | 55 a 59 | 12    |
| 16    | 50 a 54 | 12    |
| 16    | 45 a 49 | 20    |
| 8     | 40 a 44 | 8     |
| 4     | 35 a 39 | 4     |
| 12    | 30 a 34 | 12    |
| 8     | 25 a 29 | 4     |
| 8     | 20 a 24 | 0     |
| 16    | 15 a 19 | 12    |
| 0     | 10 a 14 | 16    |
| 16    | 5 a 9   | 4     |
| 12    | 0 a 4   | 4     |

## Economia
El 2007 la població en edat de treballar era de 183 persones, 125 eren actives i 58 eren inactives. De les 125 persones actives 109 estaven ocupades (61 homes i 48 dones) i 16 estaven aturades (6 homes i 10 dones). De les 58 persones inactives 33 estaven jubilades, 8 estaven estudiant i 17 estaven classificades com a «altres inactius».

### Ingressos
El 2009 a Thionne hi havia 142 unitats fiscals que integraven 316 persones, la mediana anual d'ingressos fiscals per persona era de 14.666 €.

### Activitats econòmiques
Dels 8 establiments que hi havia el 2007, 3 eren d'empreses de construcció, 1 d'una empresa de comerç i reparació d'automòbils, 1 d'una empresa de transport, 1 d'una empresa d'hostatgeria i restauració, 1 d'una empresa de serveis i 1 d'una empresa classificada com a «altres activitats de serveis».
Dels 3 establiments de servei als particulars que hi havia el 2009, 1 era un paleta, 1 guixaire pintor i 1 lampisteria.
L'únic establiment comercial que hi havia el 2009 era una botiga de menys de 120 m².
L'any 2000 a Thionne hi havia 21 explotacions agrícoles que ocupaven un total de 1.212 hectàrees.

## Poblacions més properes
El següent diagrama mostra les poblacions més properes.